# Akta Harry’ego Dresdena
Akta Harry’ego Dresdena (ang. The Dresden Files) – cykl książek detektywistyczno-fantastycznych autorstwa Jima Butchera. Narratorem każdej powieści jest główny bohater, Harry Dresden, profesjonalny mag i detektyw działający we współczesnym Chicago.
W świecie Harry’ego Dresdena magia, jak również wampiry, demony, duchy, elfy, wilkołaki i inne istoty nadprzyrodzone istnieją. Jednak  większość ludzi, których chroni Dresden, nie wierzy w magię, ani w mroczne siły, które regularnie spiskują przeciw nim. Przez to Harry ma problemy ze znalezieniem pracy jako prywatny detektyw czy mag i często odczuwa problemy finansowe. Na szczęście regularnie wynajmuje go Wydział Śledczy do Spraw Specjalnych w Chicago, prowadzony przez porucznik Karrin Murphy.
Pierwotnie zaproponowany przez Butchera tytuł tomu pierwszego miał brzmieć: „Semiautomagic” (ang. półautomagia), co pokazywałoby istotę serii: połączenie fantasy i bezwzględnej fikcji detektywistycznej.

## Powieści
Dotychczas w wydawnictwie Roc ukazało się 17 powieści opowiadających o przygodach Harry’ego Dresdena, zaś w Polsce wydawnictwo Amber wydało pięć tomów w cyklu Wielkie serie fantasy (rozmiar okładki: 123x190mm) oraz dwa pierwsze tomy w okładkach broszurowych (rozmiar: 125x185 mm). Od roku 2011 licencję nabyło wydawnictwo MAG i wydaje reedycję całej serii:
| Nr | Tytuł                                              | Data wydania w Ameryce (miękka oprawa) | ISBN               | Data wydania w Ameryce (twarda oprawa) | ISBN               | Data wydania w Polsce (MAG) | ISBN                   |
| -- | -------------------------------------------------- | -------------------------------------- | ------------------ | -------------------------------------- | ------------------ | --------------------------- | ---------------------- |
| 1  | Front burzowy Storm Front                          | 1 kwietnia 2000                        | ISBN 0-4514-5781-1 | 6 listopada 2000                       | ISBN 0-4514-6197-5 | 19 października 2011        | ISBN 978-83-7480-225-3 |
| 2  | Pełnia Księżyca Fool Moon                          | 1 stycznia 2001                        | ISBN 0-4514-5812-5 | 1 lipca 2008                           | ISBN 0-4514-6202-5 | 10 lutego 2012              | ISBN 978-83-7480-237-6 |
| 3  | Śmiertelna groźba / Upiorne zagrożenie Grave Peril | 1 września 2001                        | ISBN 0-4514-5844-3 | 4 listopada 2008                       | ISBN 0-4514-6234-3 | 26 października 2012        | ISBN 978-83-7480-269-7 |
| 4  | Rycerz lata / Rycerz Królowej Summer Knight        | 3 września 2002                        | ISBN 0-4514-5892-3 | 7 lipca 2009                           | ISBN 0-4514-6275-0 | 16 sierpnia 2013            | ISBN 978-83-7480-369-4 |
| 5  | Śmiertelne maski Death Masks                       | 5 sierpnia 2003                        | ISBN 0-4514-5940-7 | 3 listopada 2009                       | ISBN 0-4514-6294-7 | 7 października 2015         | ISBN 978-83-7480-560-5 |
| 6  | Krwawe rytuały Blood Rites                         | 2 sierpnia 2004                        | ISBN 0-4514-5987-3 | 5 lipca 2010                           | ISBN 0-4514-6335-8 | 7 października 2015         | ISBN 978-83-7480-561-2 |
| 7  | Martwy rewir Dead Beat                             | 2 maja 2006                            | ISBN 0-4514-6091-X | 3 maja 2005                            | ISBN 0-4514-6027-8 | 22 stycznia 2016            | ISBN 978-83-7480-628-2 |
| 8  | Dowody winy Proven Guilty                          | 6 lutego 2007                          | ISBN 0-4514-6103-7 | 2 maja 2006                            | ISBN 0-4514-6085-5 | 22 kwietnia 2016            | ISBN 978-83-7480-636-7 |
| 9  | Biała noc White Night                              | 5 lutego 2008                          | ISBN 0-4514-6155-X | 3 kwietnia 2007                        | ISBN 0-4514-614-01 | 12 sierpnia 2016            | ISBN 978-83-7480-655-8 |
| 10 | Drobna przysługa Small Favor                       | 3 maja 2009                            | ISBN 0-4514-6200-9 | 1 kwietnia 2008                        | ISBN 0-4514-6189-4 | 24 marca 2017               | ISBN 978-83-7480-682-4 |
| 11 | Zdrajca Turn Coat                                  | 3 marca 2010                           | ISBN 0-4514-6281-5 | 7 kwietnia 2009                        | ISBN 0-4514-6256-4 | 28 lipca 2017               | ISBN 978-83-7480-829-3 |
| 12 | Zmiany Changes                                     | 11 marca 2011                          | ISBN 0-4514-6347-1 | 6 kwietnia 2010                        | ISBN 0-4514-6317-X | 27 września 2019            | ISBN 978-83-7480-625-1 |
| 13 | Opowieść o duchach Ghost Story                     | 7 sierpnia 2012                        | ISBN 0-4514-6407-9 | 26 lipca 2011                          | ISBN 0-4514-6379-X | 25 października 2019        | ISBN 978-83-66409-04-0 |
| 14 | Zimne dni Cold Days                                | 3 września 2013                        | ISBN 0-4514-1912-X | 27 listopada 2012                      | ISBN 0-4514-6440-0 | 28 lutego 2020              | ISBN 978-83-66409-49-1 |
| 15 | Gra pozorów Skin Game                              | 5 marca 2015                           | ISBN 0-3565-0096-9 | 27 maja 2014                           | ISBN 0-4514-6439-7 | 10 lutego 2021              | ISBN 978-83-66712-10-2 |
| 16 | Rozmowy pokojowe Peace Talks                       | 14 lipca 2020                          | ISBN 0-3565-1529-X | 14 lipca 2020                          | ISBN 0-4514-6441-9 | 13 sierpnia 2021            | ISBN 978-83-66712-44-7 |
| 17 | Battle Ground                                      | 29 września 2020                       | ISBN 0-3565-1570-2 | 29 września 2020                       | ISBN 0-5931-9930-8 |                             |                        |

Na swojej stronie domowej Jim Butcher opublikował krótkie opowiadanie Restoration of Faith, opowiadające o wydarzeniach sprzed akcji Frontu Burzowego oraz Vignette, które opisuje powstanie wizytówki Harry’ego Dresdena. Oprócz tych dwóch opowiadań autor napisał także sześć innych opowiadań (Something Borrowed, It's My Birthday Too, Heorot, Harry's Day Off, Backup oraz The Warrior) opublikowanych w różnych antologiach.
Oprócz wersji papierowych pierwsze dziesięć części dostępne jest w formie audiobooków, wydanych przez Buzzy Multimedia Publishing (wersje audio CD oraz w postaci plików MP3).
W 2007 roku powstał również serial telewizyjny Akta Dresdena, luźno nawiązujący do wydarzeń opisanych w książkach. Po pierwszym 12-odcinkowym sezonie serial skasowano, a całość wydano na DVD. Pierwsze 4 odcinki zostały wydane w Polsce przez firmę MIRAX.

## Organy Władzy

### Biała Rada
Biała Rada to organ rządzący światem czarodziejów. Głównie chronią ludzkość przed nadużyciami magii, ale również osłaniają świat przed Sidhe i innymi istotami, które nie sprzyjają ludziom. Jest to również polityczna i demokratyczna organizacja jednocząca magów z całego świata, zawierająca i zrywająca pakty z innymi nadnaturalnymi siłami w razie potrzeby.
Radą rządzi Starszyzna Białej Rady, składająca się z siedmiu magów z Merlinem na czele. Stanowi ona organ wykonawczy. Oprócz tego istnieją czarodzieje stanowiący organ prawodawczy, zaś funkcję sądowniczą pełnią Strażnicy – połączenie wojska i policji.
Zebrania Rady są tradycyjne prowadzone w łacinie. Służy to przede wszystkim temu, by powstrzymywać młodszych, postępowych czarodziei przed zbyt kwiecistym wyrażaniem się i popisywaniem swoją elokwencją.

#### Starszyzna Białej Rady
Starszyzna Białej Rady – organ ustawodawczy, dowodzony przez maga zwanego Merlinem; tradycyjne jest to najpotężniejszy czarodziej na świecie, chociaż czasem można odnieść wrażenie, że ważne są również inne czynniki. Starszyzna decyduje większością głosów, chociaż Merlin posiada pełnomocnictwo, by oddać głos za członka nieobecnego na zebraniu. Zazwyczaj wszystko sprowadza się do tego, kto przybędzie na głosowanie, a kto nie.
Pewne sprawy mogą być rozstrzygane w głosowaniu tylko członków Starszyzny, bez angażowania całej Białej Rady.

#### Strażnicy
Strażnicy egzekwują Siedem Praw Magii i są upoważnieni do przeprowadzania przyspieszonych sądów podczas styczności z pogwałceniem Praw: od ostrzeżenia świeżo praktykujących magów, poprzez dostarczenie podejrzanego na proces przed oblicze Starszyzny, po wykonanie egzekucji – obcięcie głowy. W trakcie trwania wojny (jak konflikt z Czerwonym Dworem) Strażnicy służą jako wojsko Rady.

#### Czarny Kostur (Blackstaff)
Oprócz Strażników, Rada również potajemnie powołuje jednego czarodzieja na stanowisko Czarnego Kostura. Daje to niepowtarzalne i nieograniczone prawo łamania Siedmiu Praw Magii wedle potrzeby bez narażenia na karę. Był to (według słów Harry’ego) człowiek Rady od mokrej roboty, ich tajny morderca i środek zapobiegawczy, używany był jako ostateczne rozwiązanie w sytuacjach, gdzie prawo było już bezużyteczne.

#### Siedem Praw Magii
Oto Siedem Praw Magii, złamanie których skutkuje karą śmierci:
1. Nie zabijaj. Czarodziejom z Białej Rady nie wolno zabijać istot ludzkich przy użyciu ich mocy. O złamanie tego prawa oskarżono Harry’ego, gdy zabił swojego mentora Justina DuMorne'a. Samoobrona jest rzadko stosowana jako okoliczność łagodząca.
2. Nie przemieniaj innych istot. To wyjaśnia dlaczego Harry, mimo wielu sprzyjających momentów, nigdy nie zamienił nikogo w żabę. Transformowanie człowieka w zwierzę i pozostanie w jego ciele zbyt długo może spowodować degenerację umysłu do poziomu zwierzęcia.
3. Nie włamuj się do umysłów. Magiczne wtargnięcie w czyjś umysł jest czynem destrukcyjnym (to jeszcze nie czarna magia, ale bardzo, bardzo szara). Magia umysłu jest na tyle niebezpieczna, że Rada nie ośmiela się próbować stworzyć skuteczną ochronę.
4. Nie ujarzmiaj nikogo. Ujarzmienie jest terminem, które określa dominację nad czyimś umysłem i osobowością przy pomocy magii poprzez ograniczenie jej wolnej woli. To nie jest to samo, co zniewolenie istoty z Nigdynigdy poprzez umowę czy wymianę, chociaż niektórzy Strażnicy w swojej nadgorliwości nie widzą różnicy. Magiczna kontrola nad umysłem drugiej osoby jest destrukcyjnym i złym czynem – praktycznie nie ma możliwości bezpiecznego i precyzyjnego kontrolowania, a cała ta sytuacji powoduje skażenie umysłu zarówno maga, jak i ofiary (nawet jeśli wszystko było przeprowadzone w dobrych zamiarach). Takie postępowanie popycha użytkownika w kierunku autodestrukcyjnej spirali, każdy akt magicznego nadużycia bardziej uzależnia; jeśli cykle taki postępuje zbyt szybko, mag zaczyna funkcjonować jak socjopata.
5. Nie przekraczaj Zewnętrznych Wrót. Właściwie nie wiadomo, czym są Zewnętrzne Wrota, ale w zamierzeniu stanowią najdalsze granice uniwersum Harry’ego Dresdena. Istoty spoza są znane jako Outsiderzy i należą do najgroźniejszy zagrożeń znanych ludzkości – wiadomo, iż są niewrażliwe na większość rodzajów magii i tylko moc Rycerzy Krzyża może je powstrzymać. Warto wspomnieć, że jeden z najpotężniejszych i najbardziej zagadkowych członków Starszyzny Rady znany jest jako Strażnik Wrót, co już samo w sobie sugeruje, iż Wrota kryją tak przerażające zagrożenia, wymagające straży maga ze Starszyzny.
6. Nie przekraczaj granic czasu. Zabronione jest uczenie się i praktykowanie nekromancji, określanej jako przywoływanie i podporządkowywanie sobie nieumarłych. (Talent do rozmawiania z „chętnymi” duchami, wykazywany przez medium nazywany jest ektomancją i nie jest zabroniony przez Prawo.) Teoretycznie zabrania się również prób przywracania martwych do życia, choć obecnie nie wiadomo, czy istnieje jakiekolwiek „życie pozagrobowe”.
7. Nie płyń pod prąd Czasu. Zabroniono wszelkim próbom podróży w czasie w obawie przed zaistnieniem zjawiska paradoksu.

Prawa te zostały ustanowione, by chronić normalnych (nie magicznych) ludzi, jak również innych magów przed nadużyciem magii (ale nie przed wampirami, elfami i innymi istotami z Nigdynigdy).

### Dwory Elfów
Istnieją dwa Dwory, do których należą Sidhe (elfy szlachetne) – Lato i Zima.
Władczynie: Dworem Sidhe dowodzą trzy kobiety: Matka (poprzednia Królowa), Królowa (obecna) oraz Dama (następna władczyni). Mają one śmiertelnego sojusznika, zwanego Rycerzem, który otrzymuje od swych władczyń ogromną moc (zwiększająca się wraz z mocą Dworu). Tylko Rycerz może działać w sprawach niedotyczących bezpośrednio Sidhe, jak również nie jest zobligowany do prawdomówności. Królowa nie może osobiście zabić istoty, nie należącej do jej Dworu.
Gdy Rycerz zostaje zabity, jego Moc uwalnia się i wraca do najbliższego naczynia (którym jest albo jedna z władczyń, albo Rycerz). Następnie Królowa wybiera nowego Rycerza.
Charakterystyka: Sidhe są bardzo pięknymi i pociągającymi istotami. Posiadają piękne ciało o wrodzonej zmysłowości. Ich kocie oczy mają pionowe źrenice. Wszystkie Elfy muszą mówić prawdę i są wrażliwe na zimne żelazo, które sprawia im wielki ból.

#### Lato
- Królowa Lata – Tytania
- Obecna Dama Lata – Lily
- Poprzednia Dama Lata – Aurora (jej Dwór był na dachu hotelu Rotschild, zabita przez Tut-Tuta i jego kompanów w trakcie walki pod koniec #4 Rycerza Królowej)
- Obecny Rycerz Lata – Fix
- Poprzedni Rycerz Lata – Ronald Reuel (zabity przez Lloyda Slate'a na rozkaz Aurory)

Królowe rządzą wasalami i ziemiami Lata, w przeciwieństwie do Królowych Zimy. Moc Lata jest związana z ogniem. Czasem istoty Dworu Lata są milsze dla śmiertelnych niż inne Elfy. Dwór Lata w większości konfliktów  śmiertelników pozostaje neutralny.
Po tym, jak Czerwony Dwór przeszedł przez ziemie Lata i Zimy, by zaatakować Radę, Lato wypowiedziało mu wojnę, ale Królowa Zimy Mab przeniosło swe siły w pobliże granic Lata, wstrzymują ich poczynania i wywołując pseudo Zimną Wojnę.

#### Zima
- Królowa Zimy – Mab
- Obecna Dama Zimy - Molly Carpenter (Od #14 Cold Days)
- Poprzednia Dama Zimy – Maeve (jej Dwór znajdował się w Podmieściu)
- Obecny Rycerz Zimy - Harry Dresden (od #12 Changes)
- Poprzedni Rycerz Zimy – Lloyd Slate (przetrzymywany w fortecy Mab za spiskowanie przeciw Zimie z byłą Damą Lata – Aurorą, zabity przez Harry’ego Dresdena na polecenie Mab)

Dwór Zimy jest okrutny i bezlitosny, jak ich żywioł – lód. Istoty Zimy przodują w atakach związanych z zimnem i lodem i przeważnie mają / noszą kolory związane z mrokiem i zimą. Zima często wykracza poza swoje terytorium by wpływać na rzeczywistość śmiertelnych.
Matka chrzestna Harry’ego, Lea, jest jedną z najpotężniejszych Elfów Zimy, co przyczyniło się do uwięzienia jej przez Mab (by nikt nie był silniejszy od władczyni).
Dresdenowi dwukrotnie oferowano pozycję Rycerza Zimy, jednak za każdym razem odmówił. Postanowił ją przyjąć dopiero po wypadku, który spowodował u niego paraliż od pasa w dół, ponieważ musiał ratować przed śmiercią swoją córkę, Maggie. W ten sposób nie jest już winien Mab dwóch przysług (jako, że jego dług został sprzedany władczyni Zimy przez Leę), ale przysiągł służyć jej do końca życia.

### Dwory Wampirów

#### Biały Dwór
W skład tego dworu wchodzą wampiry najbardziej przypominające ludzi. Są to sukuby i inkuby żywiące się emocjami i energią życiową swoich ofiar, co mogą czynić na wiele sposobów. Thomas Raith i Dwór Raith są seksualnymi drapieżnikami: używają swojego pociągającego wyglądu i roztaczanej aury, by przyciągać mężczyzn i kobiety do siebie. Podczas stosunku (lub innego kontaktu), gdy rosną takie uczucia, jak pożądanie, wysysają oni swoje ofiary. (Inne domy, jak Malvora, do którego należy kuzyn Thomasa, Madrigal, karmią się strachem.). Ofiary Raithów zaczynają się uzależniać i zaczynają odczuwać więź z wampirem, którego żywią, zbliżoną do uzależnienia narkotykowego. Krew wampirów z Białego Dworu jest różowawa.
Biały Dwór nie posiada tak wielkiej siły psychicznej, jak Dwór Czerwony czy Czarny, ale w zamian za to mają mniej słabych punktów. Światło słoneczne i święte przedmioty w ogóle nie czynią im krzywdy. Ich siła pochodzi z wewnętrznej demonicznej esencji nazywanej „Głodem”, która działa jak bateria. Jeśli zbyt długo powstrzymują się od „pokarmu”, wpadają w szał, w trakcie którego muszą się posilić (prawie zawsze zabijając przy tym zdobycz). Stan ten może sprowadzić do trwałego szaleństwa. W razie potrzeby wykorzystują ten zapas energii by zwiększyć siłę, prędkość, żywotność oraz zdolności regeneracyjne. W trakcie tego wydzielają fale zimna (możliwe, iż jest to iluzja odczuwana przez ludzi w reakcji na wydzielanie się energii wampirów), ich skóra bieleje, a oczy stają się nienaturalnie srebrne.
Największą słabością wampirów z Białego Dworu jest prawdziwa miłość: ludzie którzy kochają prawdziwą, zdolną do poświęceń miłością, są bardzo odporni na wpływ Białego Dworu, i mogą nawet spalić czy poparzyć skórę wampirów.
W przeciwieństwie do innych dworów, członkowie Białego to intryganci zdolnych do skrytych morderstw, by wywrzeć wrażenie na innych.
Obecnie ojciec Thomasa jest formalnie Władcą Białego Dworu. Wszystko kontroluje jego siostra, Lara, która jednak woli pozostać w ukryciu.

#### Czerwony Dwór
Wampiry z Czerwonego Dworu mniej przypominają ludzi niż te z Białego: są to oślizłe, podobne do nietoperzy stwory na co dzień ukrywające się w kostiumach wzorowanych na zmysłowych ludzkich ciałach. Używają tego przebrania, by oszukiwać swoje ofiary oraz by się ukrywać. Są niewiarygodnie silne, szybkie i potrafią bardzo szybko leczyć rany, nim ich wnętrzności zostaną pocięte, a krew wylana (co jest dla nich zabójcze). Ponadto Czerwony Dwór jest wrażliwy na światło słoneczne. Obszar jego działalności to Ameryka Środkowa i Południowa (głównie Brazylia, Półwysep Jukatan, Peru).
Członkowie tego Dworu są znani z uwodzicielskiego Pocałunku. Ich ślina zawiera prawdopodobnie magiczny jad, który bardzo uzależnia ludzi. Narkotyk usuwa wszelkie zahamowania ofiary oraz tłumi ból podczas ugryzienia. Uzależnieni ludzie zrobią wszystko, by ochronić swojego wampirzego „pana” i chętnie  dostarczają różnych informacji ze świata śmiertelników.
Wampiry Czerwonego Dworu potrafią w dwustopniowym procesie przemieniać zwyczajnych ludzi w wampiry: najpierw krew ludzka jest zainfekowana wampirycznym pragnieniem krwi (dając nadnaturalną prędkość, siłę oraz wytrzymałość). Przemiana zostaje zakończona, gdy półwampir zabije człowieka i napije się jego krwi.
Czerwony Dwór jest zorganizowany feudalistycznie, na czele stoi Król, za nimi Diukowie i kolejne klasy. Aktualnie znajduje się w stanie wojny z Białą Radą.

#### Czarny Dwór
W skład Czarnego Dworu wchodzi ten rodzaj wampirów, który został przedstawiony w powieści Brama Stokera, Dracula – wskrzeszone, żądne krwi trupy. Uważa się, iż właśnie ta publikacja była główną przyczyną upadku Dworu.
Wampiry Czarnego Dworu wciąż zamieszkują ciała ludzi, którymi byli przed przemianą. Posiadają one wszystkie cechy książkowego Hrabiego Drakuli: wielka siła, konieczność snu w ziemi, lęk przed krzyżem, czosnkiem i światłem słonecznym. Mavra, antyczny wampir z Czarnego Dworu, pokazała zdolność do używania magii (takiej samej jak magowie).
Czarny Dwór obecnie jest najmniejszy i najsłabszy politycznie z całej trójki, chociaż Ci, którzy przeżyli czystki wywołane książką Stokera należą do najsilniejszych i najbardziej przerażających stworzeń na świecie.

#### Nefrytowy dwór
Niewiele wiadomo na temat tego Dworu. Obszar ich wpływów to Azja południowo-wschodnia, Chiny, Japonia. Shiro, jeden z Rycerzy Krzyża walczył kiedyś z wampirem pochodzącym z tego dworu.

## Pozostałe istoty
Oprócz wspomnianych wyżej elfów i wampirów, w świecie Harry’ego Dresdena występują następujące gatunki istot:

### Wilkołaki
Wilkołaki zaliczamy do terimorfów (ludzi zmieniających się w zwierzęta). W świecie Harry’ego Dresdena występuje kilka gatunków tych istot:

#### Klasyczne/Regularne wilkołaki
"Klasyczny” wilkołak używa magii, by przemienić się w wilka, jednak nie musi być wykwalifikowanym magiem. Wystarczy, że nauczy się zaklęcia przemieniającego i odwracającego zaklęcie. Przemianie podlega tylko ciało, zaś umysł pozostaje ludzki. Jest to wadą tej przemiany, gdyż taki wilkołak nie posiada wilczego instynktu i odruchów. Musi się uczyć od nowa używać takich zmysłów jak zapach i słuch, a także poruszać się i reagować jak czworonożne zwierzę. Regularne wilkołaki można zabić tak jak zwykłe zwierzę, przy pomocy zwykłej broni, ponadto nie wykazują żadnych zdolności regeneracyjnych.
Czar przemiany może również zostać rzucony przez kogoś – wtedy dochodzi do złamania Drugiego Prawa Magii, ponieważ następuje ingerencja w umysł przemienianej osoby. Stopniowo traci się ludzką osobowość i dłuższe praktykowanie takich zaklęć powoduje ostatecznie kompletną psychiczną transformację.

#### Hexenwolf
Hexenwolfy do przemiany używają talizmanu. Może to być pierścień, amulet, a najczęściej wykorzystuje się pas z wilczej skóry. Transformowane wilki są dużo większe i szybsze niż ich odpowiedniki w naturze, charakteryzuje się siłą i okrucieństwem. Jedyna rzecz, która nie ulega przemianie, to oczy, które pozostają takiego samego koloru jak u postaci ludzkiej.
Talizman wywołuje transformację poprzez utworzenie kotwicy dla ducha wściekłej bestii i jest aktywowany poprzez wypowiedzenie magicznej formuły. Duch chroni ludzką osobowość, jednak hexenwolf traci nawyki człowieka i kieruje się pierwotnymi pragnieniami i instynktami. Tak więc jest to bardzo skuteczna przemiana: otrzymuje się wielkiego wilkołaka ze zwierzęcą agresją i ludzką inteligencją.
Hexenwolfa można zabić normalną bronią, a usunięcie talizmanu wymusza powrót do ludzkiego ciała. Mogą również same tego dokonać, jednak moc talizmanu jest uzależniająca. Większość ludzi nie jest wystarczająco silna, by zapanować nad duchem, który dominuje ich działanie. W najgorszym przypadku traci się wszelką kontrolę i powstaje gwałtowny socjopata.

#### Likantrop
Likantrop jest naturalnym medium dla ducha wściekłej bestii. Rodzi się z taką umiejętnością, aczkolwiek nie następuje fizyczna przemiana. Likantrop staje się jedynie silniejszy, bardziej agresywny i odporny na ból, choroby czy rany, szybko leczy rany. Mają zwyczaj trzymać się w grupach (jak Alfa). Mogą zostać zabite klasyczną bronią, choć trudniej tego dokonać.
Według Boba prawdopodobnie wikingowie byli tego rodzaju istotami.

#### Loup-garou
Loup-garou najbardziej przypomina wilkołaka z legend, aczkolwiek również tutaj nie występuje zjawisko zarażania przez ugryzienie. Prawie natychmiast leczy swoje rany, jest odporny na truciznę. Można go zabić tylko przy użyciu odziedziczonego srebra.

### Półwampiry
Półwampiry są to ludzie, którzy zostali zainfekowani przez wampiry z Czerwonego Dworu (poprzez ugryzienie), ale nie przeszli jeszcze pełnej transformacji (nie wypili krwi innego człowieka). Zainfekowani z wystarczająco silną wolą potrafią powstrzymać pragnienie przez nieokreślony bliżej czas (magiczne więzy, regularne przebywanie na słońcu i unikanie fizycznej bliskości), ale nie wynaleziono dotychczas lekarstw dla półwampirów.
Należą oni do Bractwa Świętego Idziego. Grupa pomaga im kontrolować swoje pragnienia, wspiera ich i zwalcza wampiry, które przemieniły członków Bractwa. W walce z Czerwonym Dworem sprzymierzyli się z Białą Radą, aczkolwiek nie mają oni ze sobą zbyt wielkiego kontaktu.

### Elfy służebne (wyldfae)
Elfy służebne to te elfy, które nie należą ani do Zimy, ani do Lata. Większość z nich to tzw. wolni strzelcy. Jeśli w przypadku konfliktu są zmuszani do opowiedzenia się po jakiejkolwiek stronie, staną po stronie tej frakcji, która jest bardziej zbliżona do ich osobowości. Te bardziej wredne i mordercze wybiorą oczywiście Zimę.
Nie mają one oficjalnie swojego króla, aczkolwiek istota zwana Królem Olch jest jego najbliższym odpowiednikiem. Jest to bardzo potężnych elf, co najmniej równy Mab. Może być przywołany na ziemię w trakcie specjalnego rytuału, by przewodzić „Dzikiemu Polowaniu”, które zabije każde stworzenie na swojej drodze, chyba że przyłączy się ono do „zabawy”.

#### Ogry
Ogry zalicza się do elfów służebnych, są jedną z brzydszych odmian tego gatunku. Przeciętny ich przedstawiciel jest bardzo wysoki, ma zwierzęce rysy twarzy, sterczące uszy, a jego ogorzała skóra pokryta jest ciemnymi włosami. Istnieją zarówno ogry złośliwe i skłonne do przemocy jak i dobroduszne. Charakterystyczne dla tych istot jest zdolność do neutralizowania magii. Wykorzystywane są zazwyczaj przez Dwory Sidhe do wykonywania brudnej roboty.
Ogra o imieniu Grum Harry Dresden zastał w mieszkaniu Ronalda Reuela, nieżyjącego Rycerza Lata, gdy próbował usunąć zdjęcie przedstawiające zabitego w otoczeniu podmieńców.

### Zakon Niesławnych Denarów
Zakon Niesławnych Denarów składa się z trzydziestu demonów – Denarian, należących do grona Strąconych (są to aniołowie strąceni do Piekła). Każdy z nich jest przypisany do srebrnego, Rzymskiego denara, na którym z jednej strony wybito pieczęć z imieniem Demona, a z drugiej strony widok męskiej głowy z profilu. Te trzydzieści denarów to prawdopodobnie 30 srebrników zapłaconych Judaszowi za zdradę Jezusa.
Skażenie człowieka następuje poprzez fizyczny kontakt z monetą. W takiej sytuacji Strącony zaczyna się kontaktować z nim, zaczyna go wabić, zapewniając wielką moc i magiczne zdolności, tak długo jak człowiek posiada monetę. Demon cały czas kusi śmiertelnika, gdyż zna jego ułomności, proponuje mu m.in. nieśmiertelność, aż w końcu przejmuje całkowicie przejmuje nad nim kontrolę.
Strącony może wpływać na człowieka w różny sposób. Na przykład Ursiela przejął całkowicie ciało Rasmussena i torturował jego duszę.
Zawsze wymagane jest przyzwolenie nosiciela na wpływ demona. Jeśli Strącony nie przejął całkowicie swojego nosiciela, możliwe jest, by ten mógł się świadomie uwolnić spod wpływu demona, poprzez zrzeczenie się mocy i zwrócenie denara, aczkolwiek niewielu ludziom się to udało. Często potrzebna jest pomoc Rycerzy Krzyża, których głównym zadaniem było właśnie zwalczanie Denarian. W przypadku Quintusa Cassiusa, zniewolonego przez Saluriela, Cassius oddał monetę Rycerzom Krzyża, by uniknąć męczarni.

## Miejsca magiczne

### Świat Pomiędzy
Jest to tymczasowe miejsce, gdzie świat ludzki spotyka się z Krainą Elfów. Tworzą je Królowe Sidhe, gdy pragną przelać krew. Znajduje się tam Kamienny Stół pokryty pismem runicznym. Przez pół roku należy do Lata, przez pół do Zimy. W trakcie przesilenia następuje zmiana właściciela. Krew przelana na tym stole na zawsze staje się częścią tego, w czyim obecnie jest władaniu, co oznacza że moc zabitego przechodzi w ręce władającej Królowej.
Pod koniec Rycerza Królowej Pomiędzy zostało utworzone w Chicago, nad Jeziorem Michigan. W trakcie przesilenia letniego miała tam miejsce walka pomiędzy Dworem Lata i Zimy.